# 俄亥俄派尔州立公园

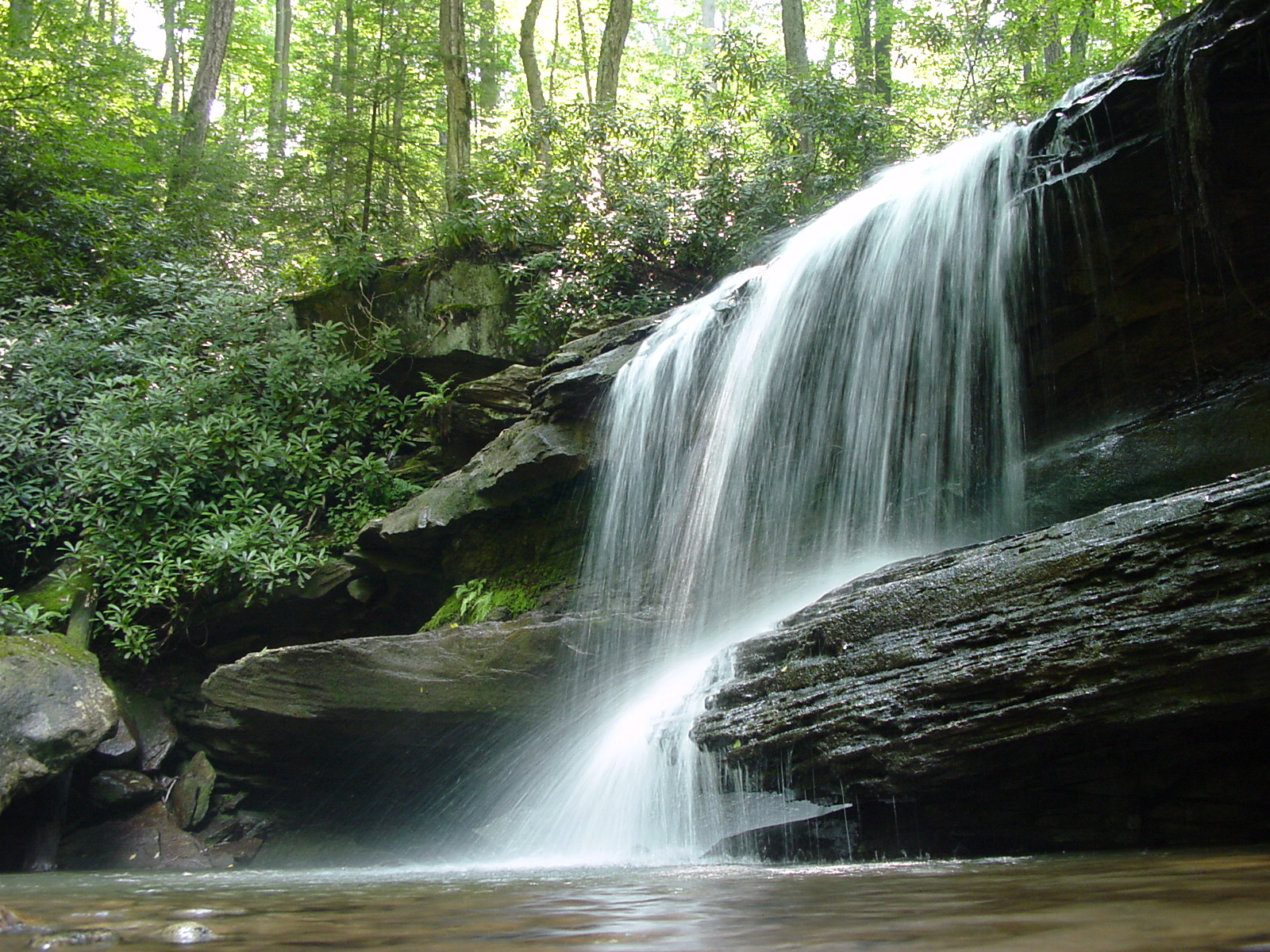
俄亥俄派尔州立公园的乔纳森溪瀑布

俄亥俄派尔州立公园（Ohiopyle State Park）是美国宾夕法尼亚州的一个州立公园，面积为19,052英亩，位于费耶特县的邓巴镇区（Dunbar Township）、亨利·克莱镇区（Henry Clay Township）和斯图尔德镇区（Stewart Township）。约克加尼河（Youghiogheny River）穿园而过，其在公园内的长度超过23公里，是公园主要的风景，还提供了美国东部最佳的漂流地点之一。381号宾夕法尼亚州州道将俄亥俄派尔州立公园一分为二。1965年，公园开始对外开放，但是直到1971年才正式成立。
俄亥俄派尔州立公园被宾夕法尼亚州公园管理局列为“宾夕法尼亚州最值得看的20个公园”之一。